# Queda de Assur
A Queda de Assur ocorreu quando a primeira cidade e antiga capital do Império Neoassírio caiu para as forças comandadas pelos medos. O saque da cidade que se seguiu destruiu a cidade até certo ponto; no entanto, se recuperou durante o Império Aquemênida e parece ter sido um estado assírio semi ou totalmente independente durante o Império Parta antes de ser conquistado pelos sassânidas no final do século III d.C. A cidade permaneceu ocupada pelos assírios até os massacres de Tamerlão no século XIV d.C.

## Antecedentes
Desde o final do reinado de Assurbanípal em 627 a.C., o Império Neoassírio estava em uma posição crítica e exposta; guerra civil, revoltas na Babilônia, Anatólia, Cáucaso e no Levante, juntamente com invasões medas, babilônicas e citas foram demais para o império dilacerado pela guerra civil. Em 616 a.C., os babilônios estabeleceram sua independência de facto dos assírios.

## Ataque à cidade
Em 615 a.C., os medos e seus aliados conquistaram Arrapa. No ano seguinte, eles cercaram Assur. Muito do que restou do exército assírio estava em Nínive, incapaz de ajudar. Finalmente, após confrontos sangrentos corpo a corpo (muitos crânios e esqueletos foram encontrados mais tarde), a cidade foi aparentemente tomada em 614 a.C.